# آرثر باول
آرثر باول (بالإنجليزية: Arthur E. Powell)‏  (و. 1882 – 1969 م) هو كاتب من الولايات المتحدة، وويلز، توفي في لوس أنجلوس، عن عمر يناهز 87 عاماً.